# Сейнт Олбанс
За виконта на Сейнт Олбанс вижте Френсис Бейкън.
Сейнт Олбанс (на английски: St Albans) е град в Югоизточна Англия, най-големият в графство Хартфордшър. Разположен е в Севернотемзенската долина, на река Виър (Ver), на около 35 km северно от центъра на Лондон. Населението му е около 129 000 души (2001).
На мястото на днешния Сейнт Олбанс съществува британско селище, а през 1 век римляните основават град Веруламиум, един от най-важните римски градове в Британия. Около 324 там е убит Свети Олбан, смятан за първия християнски мъченик в Англия и чието име носи града. На предполагаемото място на смъртта му е построено бенедиктинско абатство, което през Средновековието се ползва с голямо влияние и около което се образува днешният град.

## Побратимени градове
- Оденсе Дания